# Даљанг
Даљанг (大良) је град Кини у покрајини Гуангдонг. Према процени из 2009. у граду је живело 230.007 становника.

## Становништво
Према процени, у граду је 2009. живело 230.007 становника.
| 1990.   | 2000. | 2009    |
| ------- | ----- | ------- |
| 134.767 | …     | 230.007 |